# 500 miles d'Indianapolis 1959
GP précédent GP suivant
Les 500 miles d'Indianapolis 1959 (XLIIIrd Indianapolis Motor Sweepstakes), courus sur l'Indianapolis Motor Speedway et organisés le samedi 30 mai 1959, ont été remportés par le pilote américain Rodger Ward sur une Watson-Offenhauser.
L'épreuve comptait pour le championnat national américain (USAC) mais également pour le championnat du monde des pilotes, dont elle constituait la soixante-dix-septième épreuve courue depuis 1950, et la deuxième manche de la saison.

## Contexte avant la course

### Le championnat du monde
Bien que réservée aux monoplaces américaines suivant la réglementation Indycar, l'épreuve des 500 miles d'Indianapolis constitue néanmoins une manche du championnat du monde de formule 1. En général, seuls les pilotes américains y participent, rares étant les protagonistes des grands prix de F1 ayant tenté leur chance sur la piste ovale. Parmi les plus célèbres, Alberto Ascari s'était brillamment qualifié en 1952, sans succès en course, alors qu'en 1958 Juan Manuel Fangio avait participé aux entraînements préliminaires avant de renoncer, faute de disposer d'une monoplace capable de s'imposer. Alors que les moteurs de F1 sont limités à 2500 cm3, les roadsters américains disposent de moteurs atmosphériques de 4200 cm3 ou de moteurs suralimentés de 2800 cm3.

### Le circuit

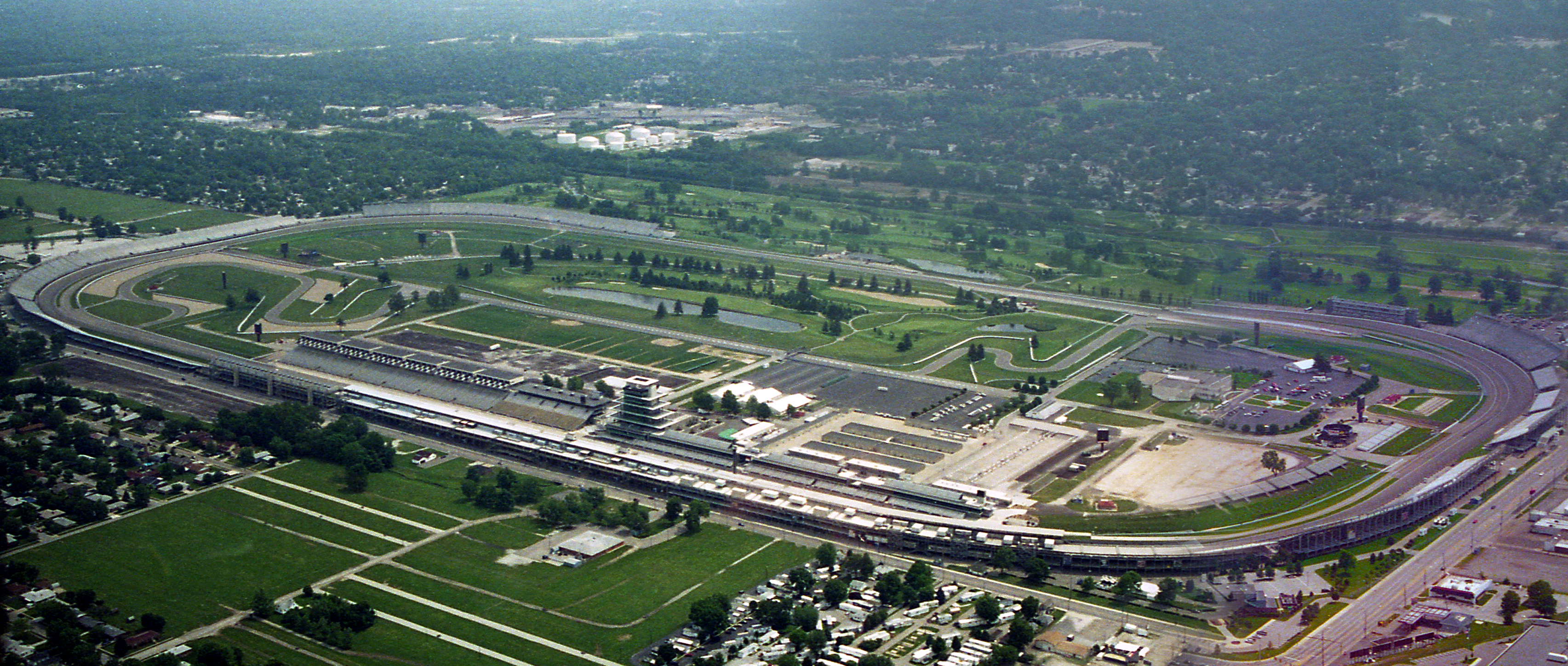
L'anneau d'Indianapolis, avec ses quatre virages relevés.

L'autodrome d'Indianapolis fut créé en 1909 à l'initiative de l'homme d'affaires Carl Fisher. Initialement en pierres compressées, le revêtement de ce circuit rectangulaire (comportant quatre virages relevés) fut rapidement remplacé par des briques, jugées moins glissantes. Environ trois millions de briques furent utilisées pour recouvrir les quatre kilomètres de piste. En 1935, le circuit fut recouvert d'asphalte sur sa majeure partie, à l'exception de la ligne droite des stands. Le revêtement fut entièrement renouvelé en 1956, l'asphalte recouvrant l'intégralité de la piste à l'exception d'une symbolique bande de briques matérialisant la ligne de départ. Le record de la piste est détenu par Dick Rathmann, qui s'est qualifié à près de 235 km/h de moyenne en 1958.
Contrairement aux Grands Prix de formule un le départ est de type lancé, les pilotes devant accomplir deux tours de circuit derrière la voiture de sécurité (cette année un cabriolet Buick Electra) avant que la course soit ouverte.

## Monoplaces en lice
Pour exploiter au mieux les spécificités des courses sur ovale, les constructeurs américains ont développé des monoplaces à moteur décentré sur la gauche et utilisent des pneumatiques conçus à cet effet. Bien qu'étant toujours les plus nombreux, les roadsters Kurtis Kraft sont en perte de vitesse, supplantés depuis 1956 par les Watson et Epperly. Presque tous les concurrents font confiance au moteur 4 cylindres atmosphérique Offenhauser, malgré sa puissance inférieure à 400 chevaux contre près de 600 pour le V8 Novi à compresseur mécanique, qui permet une bien meilleure vitesse de pointe mais se révèle par contre nettement plus lourd, gourmand en carburant et moins fiable.

## Coureurs inscrits
| no | Pilote                               | Écurie                  | Monoplace (nom officiel)  | Constructeur | Châssis               | Moteur         | Pneumatiques |
| 1  | Tony Bettenhausen                    | Hoover Motor Express    | Hoover M.E. Spl.          | Epperly      | Epperly Indy Roadster | Offenhauser L4 | F            |
| 3  | Johnny Thomson                       | Racing Associate        | Racing Associates Spl.    | Lesovsky     | Lesovsky              | Offenhauser L4 | F            |
| 5  | Rodger Ward                          | Leader Card 500         | Leader Card Spl.          | Watson       | Watson Indy Roadster  | Offenhauser L4 | F            |
| 6  | Jimmy Bryan                          | George Salih            | Belond AP Spl.            | Epperly      | Epperly Indy Roadster | Offenhauser L4 | F            |
| 7  | Jud Larson                           | Bowes Seal Fast Racing  | Bowes Seal Fast Spl.      | Kurtis Kraft | Kurtis Kraft 500H     | Offenhauser L4 | F            |
| 8  | Len Sutton                           | Wolcott Memorial Racing | Wolcott Spl.              | Lesovsky     | Lesovsky              | Offenhauser L4 | F            |
| 9  | Don Branson                          | Bob Estes               | Bob Estes Spl.            | Phillips     | Phillips              | Offenhauser L4 | F            |
| 10 | A. J. Foyt                           | Dean Van Lines          | Dean Van Lines Spl.       | Kuzma        | Kuzma Indy Roadster   | Offenhauser L4 | F            |
| 12 | Ralph Liguori                        | El Dorado Italia        | El Dorado Spl.            | Maserati     | Maserati 420M         | Offenhauser V8 | F            |
| 15 | Don Freeland                         | Jim Robbins             | Jim Robbins Spl.          | Kurtis Kraft | Kurtis Kraft 500G     | Offenhauser L4 | F            |
| 16 | Jim Rathmann                         | Lindsey Hopkins         | Simoniz Spl.              | Watson       | Watson Indy Roadster  | Offenhauser L4 | F            |
| 17 | Johnny Kay                           | Safety Auto Glass       | Safety Auto Glass Spl.    | Kurtis Kraft | Kurtis Kraft 500C     | Offenhauser L4 | F            |
| 19 | Eddie Johnson                        | Bryant Heating          | Racing Associates Spl.    | Kurtis Kraft | Kurtis Kraft 500G     | Offenhauser L4 | F            |
| 21 | Earl Motter                          | Dean Van Lines          | Dean Van Lines Spl.       | Kuzma        | Kuzma Indy Roadster   | Offenhauser L4 | F            |
| 24 | Jack Turner                          | Ernest Ruiz             | Travelon Trailer Spl.     | Christensen  | Christensen           | Offenhauser L4 | F            |
| 25 | Bill Cheesbourg                      | Hardwood Door           | Hardwood Door Spl.        | Kurtis Kraft | Kurtis Kraft 500G     | Offenhauser L4 | F            |
| 33 | Johnny Boyd                          | Bignotti                | Bowes Seal Fast Spl.      | Epperly      | Epperly Indy Roadster | Offenhauser L4 | F            |
| 34 | Dempsey Wilson                       | Novi Racing             | Novi Foundry Spl.         | Kurtis Kraft | Kurtis Kraft 500F     | Novi V8s       | F            |
| 37 | Duane Carter                         | Smokey Yunick           | Smokey's R-T Spl.         | Kurtis Kraft | Kurtis Kraft 500H     | Offenhauser L4 | F            |
| 38 | Paul Russo                           | Novi Racing             | Novi Foundry Spl.         | Kurtis Kraft | Kurtis Kraft 500F     | Novi V8s       | F            |
| 39 | Rex Easton                           | Joseph Massaglia        | Massaglia Hotel Spl.      | Lesovsky     | Lesovsky              | Offenhauser L4 | F            |
| 41 | Ralph Liguori Jimmy Davies           | Chapman Root            | Sumar Spl.                | Kurtis Kraft | Kurtis Kraft 500G     | Offenhauser L4 | F            |
| 42 | Bill Homeier                         | C.O. Prather            | Go-Kart Spl.              | Kurtis Kraft | Kurtis Kraft 500G     | Offenhauser L4 | F            |
| 43 | Johnnie Tolan                        | H.A. Chapman            | Chapman Spl.              | Lesovsky     | Lesovsky              | Offenhauser L4 | F            |
| 44 | Eddie Sachs                          | Peter Schmidt           | Peter Schmidt Spl.        | Kuzma        | Kuzma Indy Roadster   | Offenhauser L4 | F            |
| 45 | Paul Russo                           | Fred Gerhardt           | Bardhal Spl.              | Kurtis Kraft | Kurtis Kraft 500G     | Offenhauser L4 | F            |
| 47 | Chuck Weyant                         | Roy McKay               | Roy McKay Spl.            | Kurtis Kraft | Kurtis Kraft 500G     | Offenhauser L4 | F            |
| 48 | Bobby Grim                           | Chapman Root            | Sumar Spl.                | Kurtis Kraft | Kurtis Kraft 500G     | Offenhauser L4 | F            |
| 49 | Ray Crawford                         | Ray Crawford            | Mirror Glaze Spl.         | Elder        | Elder                 | Offenhauser L4 | F            |
| 51 | Bob Cortner                          | Cornis Engineering      | Cornis Spl.               | Cornis       | Cornis                | Offenhauser L4 | F            |
| 52 | Jud Larson                           | Leader Cards Inc        | Leader Card Spl.          | Watson       | Watson Indy Roadster  | Offenhauser L4 | F            |
| 53 | Bill Cheesbourg                      | Greenman-Casale         | Greenman-Casale Spl.      | Kuzma        | Kuzma Indy Roadster   | Offenhauser L4 | F            |
| 54 | Don Edmunds                          | Bill Forbes Racing      | Bill Forbes Spl.          | Kuzma        | Kuzma Indy Roadster   | Offenhauser L4 | F            |
| 55 | Gene Force Jim Packard               | Sclavi & Amos           | Sclavi-Amos Spl.          | Kuzma        | Kuzma Indy Roadster   | Offenhauser L4 | F            |
| 57 | Al Keller Jerry Unser                | H.H. Johnson            | Helse Spl.                | Kuzma        | Kuzma Indy Roadster   | Offenhauser L4 | F            |
| 58 | Jim McWithey                         | Ray Brady               | Ray Brady Spl.            | Kurtis Kraft | Kurtis Kraft 500C     | Offenhauser L4 | F            |
| 62 | Bill Homeier                         | Rusco Battery Cable     | Rusco Spl.                | Kurtis Kraft | Kurtis Kraft 500G     | Offenhauser L4 | F            |
| 64 | Pat Flaherty                         | John Zink               | John Zink Spl.            | Watson       | Watson Indy Roadster  | Offenhauser L4 | F            |
| 65 | Bob Christie                         | Federal Engineering     | Federal Engineering Spl.  | Kurtis Kraft | Kurtis Kraft 500C     | Offenhauser L4 | F            |
| 66 | Jimmy Daywalt                        | Federal Engineering     | Federal Engineering Spl.  | Kurtis Kraft | Kurtis Kraft 500E     | Offenhauser L4 | F            |
| 69 | Shorty Templeman                     | Frank Arciero           | Arciero Spl.              | Kurtis Kraft | Kurtis Kraft 500C     | Offenhauser L4 | F            |
| 71 | Chuck Arnold                         | Hall-Mar                | Hall-Mar Spl.             | Kurtis Kraft | Kurtis Kraft 500      | Offenhauser L4 | F            |
| 72 | Chuck Arnold                         | Speed International     | Speed Spl.                | Kurtis Kraft | Kurtis Kraft 500C     | Offenhauser L4 | F            |
| 73 | Dick Rathmann                        | Kalamazoo Sports        | McNamara Spl.             | Watson       | Watson Indy Roadster  | Offenhauser L4 | F            |
| 74 | Bob Veith                            | John Zink               | John Zink Spl.            | Moore        | Moore                 | Offenhauser L4 | F            |
| 77 | Mike Magill                          | Dayton Steel Foundry    | Dayton Steel Foundry Spl. | Sutton       | Sutton                | Offenhauser L4 | F            |
| 78 | Eddie Russo Bob Schroeder Gene Force | Midwest Manufacturing   | Midwest Spl.              | Kurtis Kraft | Kurtis Kraft 500D     | Offenhauser L4 | F            |
| 82 | Dempsey Wilson Chuck Rodee           | Pete Salemi             | Central Excavating Spl.   | Kuzma        | Kuzma Indy Roadster   | Offenhauser L4 | F            |
| 87 | Red Amick                            | Wheeler-Foutch          | Wheeler-Foutch Spl.       | Kurtis Kraft | Kurtis Kraft 500C     | Offenhauser L4 | F            |
| 88 | Gene Hartley                         | R.T. Marley             | Drewy's Spl.              | Kuzma        | Kuzma Indy Roadster   | Offenhauser L4 | F            |
| 89 | Al Herman                            | Dunn Engineering        | Dunn Engineering Spl.     | Dunn         | Dunn                  | Offenhauser L4 | F            |
| 91 | Johnny Moorhouse                     | Binter                  | Binter Spl.               | Kurtis Kraft | Kurtis Kraft 500G     | Offenhauser L4 | F            |
| 92 | Jack Ensley                          | McKay's Bulldog         | Bulldog Spl.              | Kurtis Kraft | Kurtis Kraft 500G     | Offenhauser L4 | F            |
| 93 | Eddie Russo                          | McKay's Bulldog         | Bulldog Spl.              | Kurtis Kraft | Kurtis Kraft 500G     | Offenhauser L4 | F            |
| 98 | Chuck Daigh Eddie Russo              | JC Agajanian            | Agajanian Spl.            | Kuzma        | Kuzma Indy Roadster   | Offenhauser L4 | F            |
| 99 | Paul Goldsmith                       | Norman Demler           | Demler Spl.               | Epperly      | Epperly Indy Roadster | Offenhauser L4 | F            |

- Remarque : Un pilote peut être inscrit sur plusieurs voitures. De même, plusieurs pilotes peuvent tenter de qualifier une même voiture.

## Qualifications
Les essais qualificatifs sont organisés les deux week-ends précédant la course, les 16/17 et 23/24 mai.
Pour les qualifications, les pilotes sont chronométrés sur 4 tours lancés (10 miles). Le premier jour, déterminant les premières positions de la grille de départ, est appelé "Pole Day", les pilotes se qualifiant les jours suivants ne pouvant prétendre aux premières places. En 1958, lors de la première journée de qualifications, Ed Elisian avait effectué un de ses quatre tours lancés à 235,782 km/h de moyenne, record actuel de la piste ; il n'avait cependant pas obtenu la pole position, Dick Rathmann l'ayant devancé de quelques centièmes de seconde sur l'ensemble des quatre tours.
Le "Pole Day" a lieu le samedi 16 mai. Deux semaines auparavant, lors des essais préliminaires, Jerry Unser a été victime d'un très grave accident au cours duquel son roadster Kuzma a pris feu ; très sévèrement brûlé, il est dans un état critique. À la suite de ce drame, les organisateurs de l'épreuve ont décidé d'imposer aux pilotes le port d'une combinaison ignifugée. Quelques minutes avant le début de la première séance qualificative, Tony Bettenhausen effectue une spectaculaire sortie de route ; il en sort indemne mais l'état de sa monoplace ne lui permet pas de participer à la session. Les conditions de piste sont excellentes et Johnny Thomson va améliorer d'un centième de seconde le record d'Elisian, à 235,820 km/h. Il se montre de loin le plus rapide de la journée, se qualifiant à la moyenne de 234,816 km/h. Eddie Sachs et Jim Rathmann complètent la première ligne, douze pilotes s'étant qualifiés au terme de cette première séance. La météo est moins clémente le lendemain. Seuls Jimmy Daywalt et Jack Turner parviennent à se qualifier avant que rafales de vent et averses ne viennent perturber la session. Ce même jour, Jerry Unser succombe à ses blessures à l’âge de vingt-six ans.
Entre les deux week-ends de qualifications est survenu un nouveau drame : le mardi 19 mai, Bob Cortner s’est tué après avoir perdu le contrôle de sa monoplace dans le virage nord-est à cause d'une brusque rafale de vent. Le samedi suivant, la piste semble moins rapide que la semaine précédente. Il reste encore dix-neuf places à prendre sur la grille de départ. Flaherty peut enfin participer et se montre le plus rapide de la journée, mais il est à 5 km/h de la pole position réalisée par Thomson. Il devance de peu Paul Goldsmith et A. J. Foyt. Six autres pilotes se sont également qualifiés. Il reste donc dix places sur la grille quand commence la dernière session, le dimanche 24. Bob Christie se montre le plus rapide, à 230,5 km/h de moyenne. Aucun des pilotes Novi (moteur) n'est parvenu à se qualifier, leur nouveau système d'injection n'étant pas encore au point.
| Pos. | no | Pilote         | Voiture      | Moyenne      | Temps (4 tours) | Écart    |
| 1    | 3  | Johnny Thomson | Lesovsky     | 234,816 km/h | 4 min 06 s 73   |          |
| 2    | 44 | Eddie Sachs    | Kuzma        | 234,039 km/h | 4 min 07 s 55   | + 0 s 82 |
| 3    | 16 | Jim Rathmann   | Watson       | 232,442 km/h | 4 min 09 s 25   | + 2 s 52 |
| 4    | 73 | Dick Rathmann  | Watson       | 232,145 km/h | 4 min 09 s 57   | + 2 s 84 |
| 5    | 48 | Bobby Grim     | Kurtis Kraft | 232,108 km/h | 4 min 09 s 61   | + 2 s 88 |
| 6    | 5  | Rodger Ward    | Watson       | 231,802 km/h | 4 min 09 s 94   | + 3 s 21 |
| 7    | 74 | Bob Veith      | Moore        | 231,783 km/h | 4 min 09 s 96   | + 3 s 23 |
| 8    | 19 | Eddie Johnson  | Kurtis Kraft | 231,746 km/h | 4 min 10 s 00   | + 3 s 27 |
| 9    | 88 | Gene Hartley   | Kuzma        | 231,062 km/h | 4 min 10 s 74   | + 4 s 01 |
| 10   | 9  | Don Branson    | Phillips     | 230,638 km/h | 4 min 11 s 20   | + 4 s 47 |
| 11   | 33 | Johnny Boyd    | Epperly      | 229,834 km/h | 4 min 12 s 08   | + 5 s 35 |
| 12   | 37 | Duane Carter   | Kurtis Kraft | 229,806 km/h | 4 min 12 s 11   | + 5 s 38 |

| Pos. | no | Pilote        | Voiture      | Moyenne      | Temps (4 tours) | Écart    |
| 1    | 66 | Jimmy Daywalt | Kurtis Kraft | 232,845 km/h | 4 min 08 s 82   |          |
| 2    | 24 | Jack Turner   | Christensen  | 230,905 km/h | 4 min 10 s 91   | + 2 s 09 |

| Pos. | no | Pilote            | Voiture      | Moyenne      | Temps (4 tours) | Écart    |
| 1    | 1  | Tony Bettenhausen | Epperly      | 229,687 km/h | 4 min 12 s 24   |          |
| 2    | 99 | Paul Goldsmith    | Epperly      | 229,605 km/h | 4 min 12 s 33   | + 0 s 09 |
| 3    | 17 | A.J. Foyt         | Kuzma        | 229,570 km/h | 4 min 12 s 37   | + 0 s 13 |
| 4    | 64 | Pat Flaherty      | Watson       | 229,169 km/h | 4 min 12 s 81   | + 0 s 57 |
| 5    | 7  | Jud Larson        | Kurtis Kraft | 229,006 km/h | 4 min 12 s 99   | + 0 s 75 |
| 6    | 6  | Jimmy Bryan       | Epperly      | 228,717 km/h | 4 min 13 s 31   | + 1 s 07 |
| 7    | 71 | Chuck Arnold      | Kurtis Kraft | 228,717 km/h | 4 min 13 s 31   | + 1 s 07 |
| 8    | 8  | Len Sutton        | Lesovsky     | 228,699 km/h | 4 min 13 s 33   | + 1 s 09 |
| 9    | 89 | Al Herman         | Dunn         | 228,429 km/h | 4 min 13 s 63   | + 1 s 39 |

| Pos. | no | Pilote          | Voiture      | Moyenne      | Temps (4 tours) | Écart    |
| 1    | 65 | Bob Christie    | Kurtis Kraft | 230,529 km/h | 4 min 11 s 32   |          |
| 2    | 15 | Don Freeland    | Kurtis Kraft | 230,226 km/h | 4 min 11 s 65   | + 0 s 33 |
| 3    | 87 | Red Amick       | Kurtis Kraft | 230,015 km/h | 4 min 11 s 88   | + 0 s 56 |
| 4    | 45 | Paul Russo      | Kurtis Kraft | 229,143 km/h | 4 min 12 s 84   | + 1 s 52 |
| 5    | 57 | Al Keller       | Kuzma        | 228,619 km/h | 4 min 13 s 42   | + 2 s 10 |
| 6    | 47 | Chuck Weyant    | Kurtis Kraft | 228,446 km/h | 4 min 13 s 61   | + 2 s 29 |
| 7    | 53 | Bill Cheesbourg | Kuzma        | 228,186 km/h | 4 min 13 s 90   | + 2 s 58 |
| 8    | 77 | Mike Magill     | Sutton       | 227,693 km/h | 4 min 14 s 45   | + 3 s 13 |
| 9    | 49 | Ray Crawford    | Elder        | 227,478 km/h | 4 min 14 s 69   | + 3 s 37 |
| 10   | 58 | Jim McWithey    | Kurtis Kraft | 227,264 km/h | 4 min 14 s 93   | + 3 s 61 |

## Grille de départ

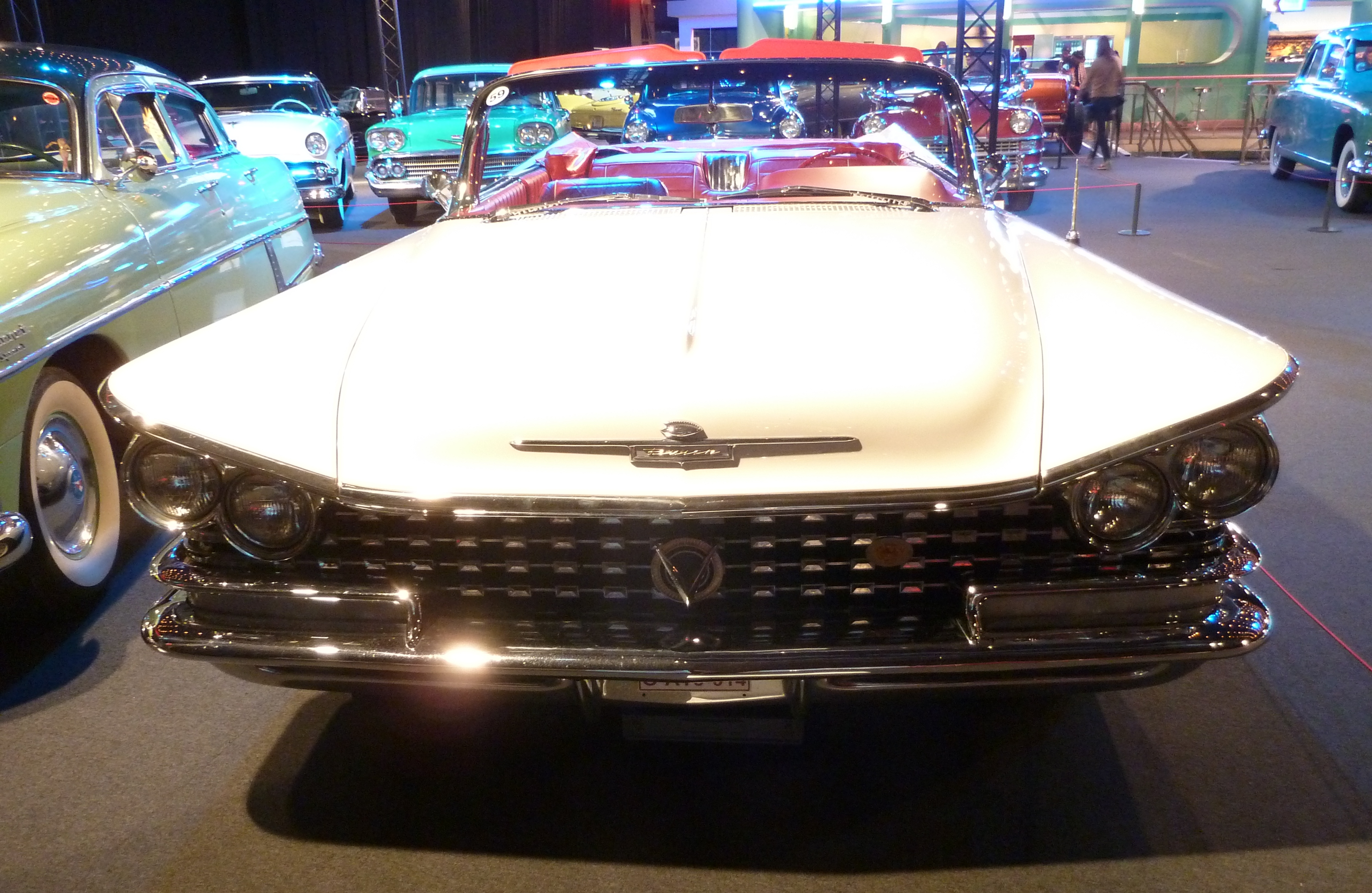
Une Buick Electra 225 convertible semblable à celle derrière laquelle les trente-trois concurrents qualifiés s'élanceront.

| 1re ligne | Pos. 1                                  |  | Pos. 2                                 |  | Pos. 3                                 |
|           | Johnny Thomson Lesovsky 234,816 km/h    |  | Eddie Sachs Kuzma 234,039 km/h         |  | Jim Rathmann Watson 232,442 km/h       |
| 2e ligne  | Pos. 4                                  |  | Pos. 5                                 |  | Pos. 6                                 |
|           | Dick Rathmann Watson 232,145 km/h       |  | Bobby Grim Kurtis Kraft 232,108 km/h   |  | Rodger Ward Watson 231,802 km/h        |
| 3e ligne  | Pos. 7                                  |  | Pos. 8                                 |  | Pos. 9                                 |
|           | Bob Veith Moore 231,783 km/h            |  | Eddie Johnson Kurtis Kraft 232 km/h    |  | Gene Hartley Kuzma 231,062 km/h        |
| 4e ligne  | Pos. 10                                 |  | Pos. 11                                |  | Pos. 12                                |
|           | Don Branson Phillips 230,638 km/h       |  | Johnny Boyd Epperly 229,834 km/h       |  | Duane Carter Kurtis Kraft 229,806 km/h |
| 5e ligne  | Pos. 13                                 |  | Pos. 14                                |  | Pos. 15                                |
|           | Jimmy Daywalt Kurtis Kraft 232,845 km/h |  | Jack Turner Christensen 230,905 km/h   |  | Tony Bettenhausen Epperly 229,687 km/h |
| 6e ligne  | Pos. 16                                 |  | Pos. 17                                |  | Pos. 18                                |
|           | Paul Goldsmith Epperly 229,605 km/h     |  | A.J. Foyt Kuzma 229,570 km/h           |  | Pat Flaherty Watson 229,169 km/h       |
| 7e ligne  | Pos. 19                                 |  | Pos. 20                                |  | Pos. 21                                |
|           | Jud Larson Kurtis Kraft 229,006 km/h    |  | Jimmy Bryan Epperly 228,717 km/h       |  | Chuck Arnold Kurtis Kraft 228,717 km/h |
| 8e ligne  | Pos. 22                                 |  | Pos. 23                                |  | Pos. 24                                |
|           | Len Sutton Lesovsky 228,699 km/h        |  | Al Herman Dunn 228,429 km/h            |  | Bob Christie Kurtis Kraft 230,529 km/h |
| 9e ligne  | Pos. 25                                 |  | Pos. 26                                |  | Pos. 27                                |
|           | Don Freeland Kurtis Kraft 230,226 km/h  |  | Red Amick Kurtis Kraft 230,015 km/h    |  | Paul Russo Kurtis Kraft 229,143 km/h   |
| 10e ligne | Pos. 28                                 |  | Pos. 29                                |  | Pos. 30                                |
|           | Al Keller Kuzma 228,619 km/h            |  | Chuck Weyant Kurtis Kraft 228,446 km/h |  | Bill Cheesbourg Kuzma 228,186 km/h     |
| 11e ligne | Pos. 31                                 |  | Pos. 32                                |  | Pos. 33                                |
|           | Mike Magill Sutton 227,693 km/h         |  | Ray Crawford Elder 227,478 km/h        |  | Jim McWithey Kurtis Kraft 227,264 km/h |

## Déroulement de la course
Malgré un ciel couvert, il fait chaud et sec au moment du départ. Environ deux cent mille spectateurs assistent à la course. Trente-deux concurrents seulement s'élancent derrière la voiture de sécurité, alors que Jimmy Bryan, dernier vainqueur en date, reste immobilisé sur la piste, ses mécaniciens ne parvenant pas à démarrer le moteur de sa monoplace. À l'issue du tour de lancement, les bolides sont libérés ; Johnny Thomson exploite pleinement sa pole position et aborde le premier virage en tête devant Dick Rathmann. Au cours de ce premier tour, il creuse l'écart sur ses poursuivants et repasse devant les stands avec quelques longueurs d’avance sur Dick Rathmann et Rodger Ward. Ce dernier s'empare bientôt de la seconde place tandis qu'Eddie Sachs, après un départ relativement prudent depuis la première ligne, est remonté en quatrième position. Lorsque les pilotent achèvent leur troisième tour, toujours emmenés par Thomson, Bryan parvient enfin à s'élancer derrière la meute, mais ne va effectuer qu'une seule boucle avant de renoncer, moteur hors d'usage. Ward revient rapidement dans les roues de Thomson et le déborde à la fin du cinquième tour. Les deux hommes restent quelques tours roues dans roues, puis Ward parvient à se détacher légèrement de son adversaire. Jim Rathmann a débordé Sachs ; ce dernier essaie de reprendre sa quatrième place mais effectue un spectaculaire tête à queue qui le relègue en queue de peloton. Jim Rathmann poursuit sa remontée et dépasse peu après son frère Dick pour le gain de la troisième place, tandis que le vétéran Pat Flaherty, revenu en cinquième position, se rapproche progressivement du groupe de tête. Continuant sa progression, Jim Rathmann dépossède Thomson de sa seconde place et revient rapidement dans les roues de Ward. À partir du treizième tour, Ward et Jim Rathmann vont s'échanger à plusieurs reprises le commandement de la course tandis que derrière eux Dick Rathmann a repris la troisième place, devant Thomson maintenant sérieusement menacé par Flaherty. Au vingt-et-unième tour, ce dernier s'empare de la quatrième place, au suivant de la troisième, et au vingt-troisième tour déborde Ward pour le gain de la seconde place, dans les roues de Jim Rathmann. Le rythme des hommes de tête est extrêmement soutenu : toujours emmenés par Jim Rathmann, ils couvrent les 75 premiers à plus de 225 km/h de moyenne. Après plusieurs attaques, Flaherty parvient à s'emparer du commandement au trente-et-unième tour, mais Jim rathmann résiste et durant une quinzaine de minutes les deux hommes vont se livrer une superbe bataille, échangeant continuellement leurs positions. Leur duel cesse à la fin du quarante-quatrième tour, lorsque Jim Rathmann effectue son premier ravitaillement et reprend la piste vingt secondes derrière Flaherty. Ce dernier effectue la même opération trois tours plus tard, cédant le commandement à Ward et Thomson. Aussitôt après, une collision impliquant quatre voitures entraîne la neutralisation de la course, permettant pilotes n'ayant pas encore ravitaillé d'effectuer leur arrêt en perdant un minimum de temps. Thomson en profite pour reprendre la tête de la course, devant Ward, Flaherty et Jim Rathmann. Il va graduellement porter son avance à dix secondes, jusqu'à son deuxième ravitaillement, au quatre-vingt-quatrième tour. Ward, qui a repris le commandement, va alors accélérer la cadence, se détachant progressivement de Jim Rathmann et Flaherty. Ces derniers effectuent leur second arrêt avant la mi-course, laissant Ward avec une confortable avance de trente secondes sur Thomson. L'homme de tête possède une avance suffisante pour effectuer son deuxième ravitaillement sans perdre l'avantage. L'opération a lieu au cent-troisième tour, et Ward parvient à reprendre la piste avec encore douze secondes de marge sur Thomson. Celui-ci n'abandonne cependant pas la lutte, grignotant à chaque passage quelques dixièmes de secondes sur son adversaire. Au moment d'effectuer son troisième arrêt, aux trois quarts de la course, Thomson est revenu à seulement quatre secondes de Ward. Il repart des stands en seconde position, mais une barre de torsion brisée l'empêche de continuer sur le même rythme. Il est désormais sous la menace directe de Jim Rathmann, qui revient rapidement sur lui et le dépasse juste avant que la course ne soit une nouvelle fois neutralisée, Flaherty étant sorti de la piste. Ward profite de la neutralisation pour effectuer sereinement son dernier ravitaillement, ressortant des stands avec encore une vingtaine de secondes d'avance sur Rathmann. La course se poursuit alors sans changement, Ward l'emportant avec une confortable avance sur Rathmann qui tombe en panne sèche aussitôt après l'arrivée ! Malgré les neutralisations, la moyenne du vainqueur s'élève à 218,6 km/h, nouveau record.

### Classements intermédiaires
Classements intermédiaires des monoplaces aux premier, deuxième, dixième, vingtième, trentième, quarantième, soixantième, quatre-vingtième, centième, cent-trentième, cent-cinquantième et cent-soixante-dixième tours.

### Classement final

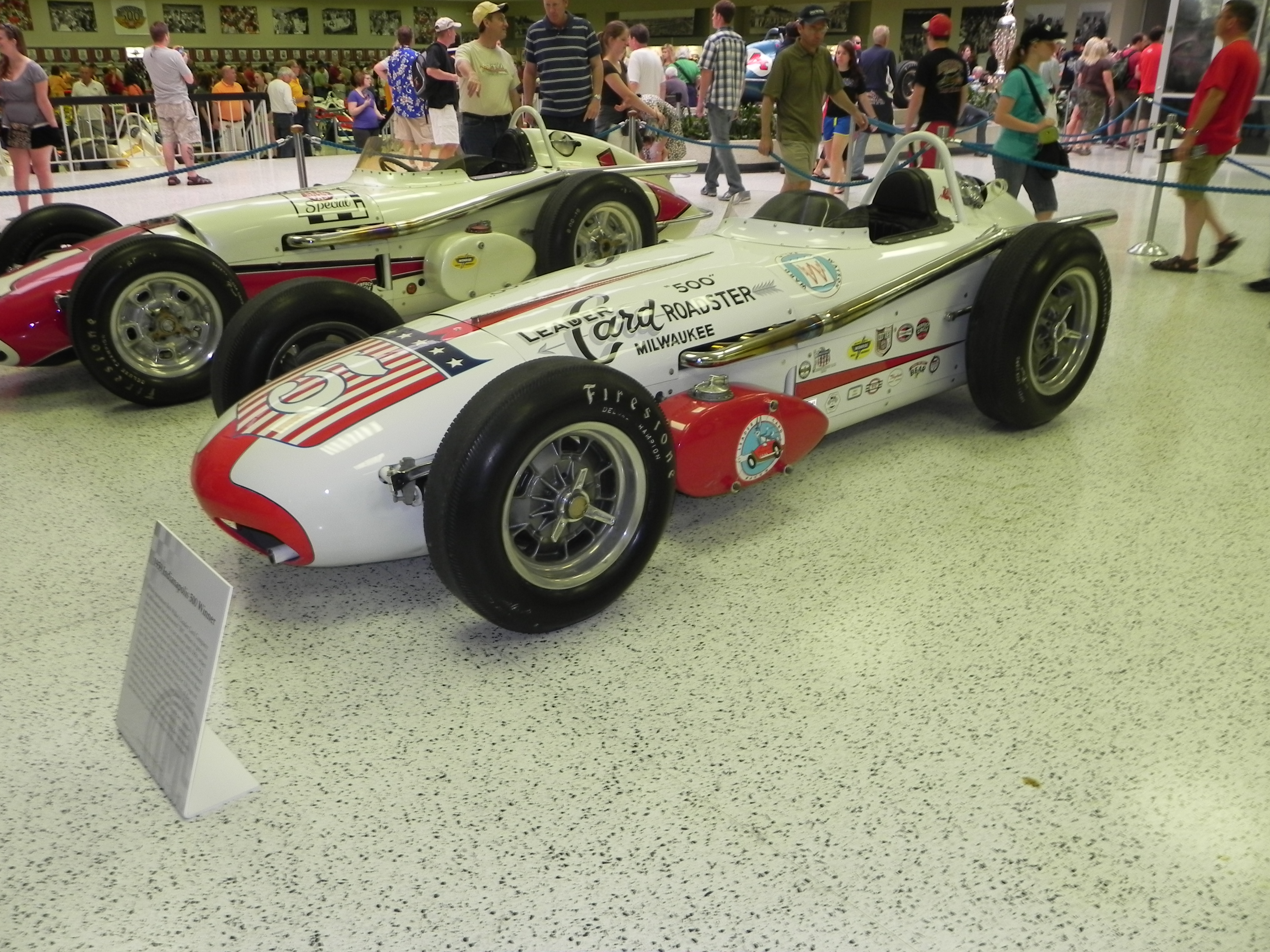
La Watson-Offenhauser de Rodger Ward, victorieuse de l'édition 1959 des 500 miles d'Indianapolis.

| Pos | Grille | No | Pilote            | Voiture                  | Tours | Temps/Abandon      | Points |
| 1   | 6      | 5  | Rodger Ward       | Watson-Offenhauser       | 200   | 3 h 40 min 49 s 20 | 8      |
| 2   | 3      | 16 | Jim Rathmann      | Watson-Offenhauser       | 200   | + 23 s 28          | 6      |
| 3   | 1      | 3  | Johnny Thomson    | Lesovsky-Offenhauser     | 200   | + 50 s 64          | 5      |
| 4   | 15     | 1  | Tony Bettenhausen | Epperly-Offenhauser      | 200   | + 1 min 47 s 09    | 3      |
| 5   | 16     | 99 | Paul Goldsmith    | Epperly-Offenhauser      | 200   | + 2 min 06 s 44    | 2      |
| 6   | 11     | 33 | Johnny Boyd       | Epperly-Offenhauser      | 200   | + 3 min 16 s 98    |        |
| 7   | 12     | 37 | Duane Carter      | Kurtis Kraft-Offenhauser | 200   | + 4 min 09 s 92    |        |
| 8   | 8      | 19 | Eddie Johnson     | Kurtis Kraft-Offenhauser | 200   | + 4 min 10 s 53    |        |
| 9   | 27     | 45 | Paul Russo        | Kurtis Kraft-Offenhauser | 200   | + 4 min 11 s 04    |        |
| 10  | 17     | 10 | A.J. Foyt         | Kuzma-Offenhauser        | 200   | + 4 min 14 s 48    |        |
| 11  | 9      | 88 | Gene Hartley      | Kuzma-Offenhauser        | 200   | + 5 min 42 s 48    |        |
| 12  | 7      | 74 | Bob Veith         | Moore-Offenhauser        | 200   | + 6 min 09 s 73    |        |
| 13  | 23     | 89 | Al Herman         | Dunn-Offenhauser         | 200   | + 6 min 40 s 40    |        |
| 14  | 13     | 66 | Jimmy Daywalt     | Kurtis Kraft-Offenhauser | 200   | + 6 min 41 s 54    |        |
| 15  | 21     | 71 | Chuck Arnold (R)  | Kurtis Kraft-Offenhauser | 200   | + 8 min 19 s 86    |        |
| 16  | 33     | 58 | Jim McWithey (R)  | Kurtis Kraft-Offenhauser | 200   | + 11 min 41 s 69   |        |
| 17  | 2      | 44 | Eddie Sachs       | Kuzma-Offenhauser        | 182   | Sortie de piste    |        |
| 18  | 28     | 57 | Al Keller         | Kuzma-Offenhauser        | 163   | Moteur             |        |
| 19  | 18     | 64 | Pat Flaherty      | Watson-Offenhauser       | 162   | Accident           |        |
| 20  | 4      | 73 | Dick Rathmann     | Watson-Offenhauser       | 150   | Incendie           |        |
| 21  | 30     | 53 | Bill Cheesbourg   | Kuzma-Offenhauser        | 147   | Magnéto            |        |
| 22  | 25     | 15 | Don Freeland      | Kurtis Kraft-Offenhauser | 136   | Magnéto            |        |
| 23  | 32     | 49 | Ray Crawford      | Elder-Offenhauser        | 115   | Accident           |        |
| 24  | 10     | 9  | Don Branson (R)   | Phillips-Offenhauser     | 112   | Suspension         |        |
| 25  | 24     | 65 | Bob Christie      | Kurtis Kraft-Offenhauser | 109   | Moteur             |        |
| 26  | 5      | 48 | Bobby Grim (R)    | Kurtis Kraft-Offenhauser | 85    | Magnéto            |        |
| 27  | 14     | 24 | Jack Turner       | Christensen-Offenhauser  | 47    | Fuite d'essence    |        |
| 28  | 29     | 47 | Chuck Weyant      | Kurtis Kraft-Offenhauser | 45    | Accident           |        |
| 29  | 19     | 7  | Jud Larson        | Kurtis Kraft-Offenhauser | 45    | Accident           |        |
| 30  | 31     | 77 | Mike Magill       | Sutton-Offenhauser       | 45    | Accident           |        |
| 31  | 26     | 87 | Red Amick (R)     | Kurtis Kraft-Offenhauser | 45    | Accident           |        |
| 32  | 22     | 8  | Len Sutton        | Lesovsky-Offenhauser     | 34    | Accident           |        |
| 33  | 20     | 6  | Jimmy Bryan       | Epperly-Offenhauser      | 1     | Moteur             |        |

Un (R) indique que le pilote était éligible au trophée du "Rookie of the Year" (meilleur débutant de l'année), attribué à Bobby Grim.

### Pole position et record du tour
- Pole position :  Johnny Thomson en 1 min 01 s 683 lors de la première séance de qualification[5] (quatre tours en 4 min 06 s 73 - vitesse moyenne : 234,817 km/h).
- Meilleur tour en course :  Johnny Thomson en 1 min 01 s 89 (vitesse moyenne : 234,009 km/h) au soixante-quatrième tour.

### Tours en tête
- Johnny Thomson : 40 tours (1-4 / 49-84)
- Rodger Ward : 130 tours (5-12 / 14-16 / 46-48 / 85-200)
- Jim Rathmann : 19 tours (13 / 17-30 / 32-33 / 41-42)
- Pat Flaherty : 11 tours (31 / 34-40 / 43-45)

## Classement général à l'issue de la course
- Attribution des points : 8, 6, 4, 3, 2 respectivement aux cinq premiers de chaque épreuve et 1 point supplémentaire pour le pilote ayant accompli le meilleur tour en course (signalé par un astérisque).
- Pour la coupe des constructeurs, même barème mais seule la voiture la mieux classée de chaque équipe inscrit des points. Le point du meilleur tour en course n'est pas comptabilisé. Les 500 miles d'Indianapolis ne sont pas pris en compte pour cette coupe, la course n'étant pas ouverte aux monoplaces de formule 1.
- Le règlement permet aux pilotes de se relayer sur une même voiture, les points éventuellement acquis étant alors perdus pour pilotes et constructeur[5].

| Pos. | Pilote              | Écurie   | Points | MON | 500 | NL | FRA | GBR | ALL | POR | ITA | USA |
| 1    | Jack Brabham        | Cooper   | 9      | 9*  | -   |    |     |     |     |     |     |     |
| 2    | Rodger Ward         | Watson   | 8      | -   | 8   |    |     |     |     |     |     |     |
| 3    | Tony Brooks         | Ferrari  | 6      | 6   | -   |    |     |     |     |     |     |     |
|      | Jim Rathmann        | Watson   | 6      | -   | 6   |    |     |     |     |     |     |     |
| 5    | Johnny Thomson      | Lesovsky | 5      | -   | 5*  |    |     |     |     |     |     |     |
| 6    | Maurice Trintignant | Cooper   | 4      | 4   | -   |    |     |     |     |     |     |     |
| 7    | Phil Hill           | Ferrari  | 3      | 3   | -   |    |     |     |     |     |     |     |
|      | Tony Bettenhausen   | Epperly  | 3      | -   | 3   |    |     |     |     |     |     |     |
| 9    | Bruce McLaren       | Cooper   | 2      | 2   | -   |    |     |     |     |     |     |     |
|      | Paul Goldsmith      | Epperly  | 2      | -   | 2   |    |     |     |     |     |     |     |

| Pos. | Écurie        | Points | MON | 500 | NL | FRA | GBR | ALL | POR | ITA | USA |
| 1    | Cooper-Climax | 8      | 8   | -   |    |     |     |     |     |     |     |
| 2    | Ferrari       | 6      | 6   | -   |    |     |     |     |     |     |     |

## À noter
- 1re victoire pour Rodger Ward dans le cadre du championnat du monde de Formule 1.
- 2e victoire pour Watson en tant que constructeur dans le cadre du championnat du monde de Formule 1.
- 10e victoire pour Offenhauser en tant que motoriste dans le cadre du championnat du monde de Formule 1.
- Grièvement brûlé lors d'une séance d'essais préliminaires le 2 mai, Jerry Unser meurt des suites de ses blessures le 17 mai.
- Bob Cortner (en) meurt lors d'une autre séance d'essais le 19 mai.

## Sources
- (en) Résultats complets sur le site officiel de l'Indy 500